# Nidžó (hrad)

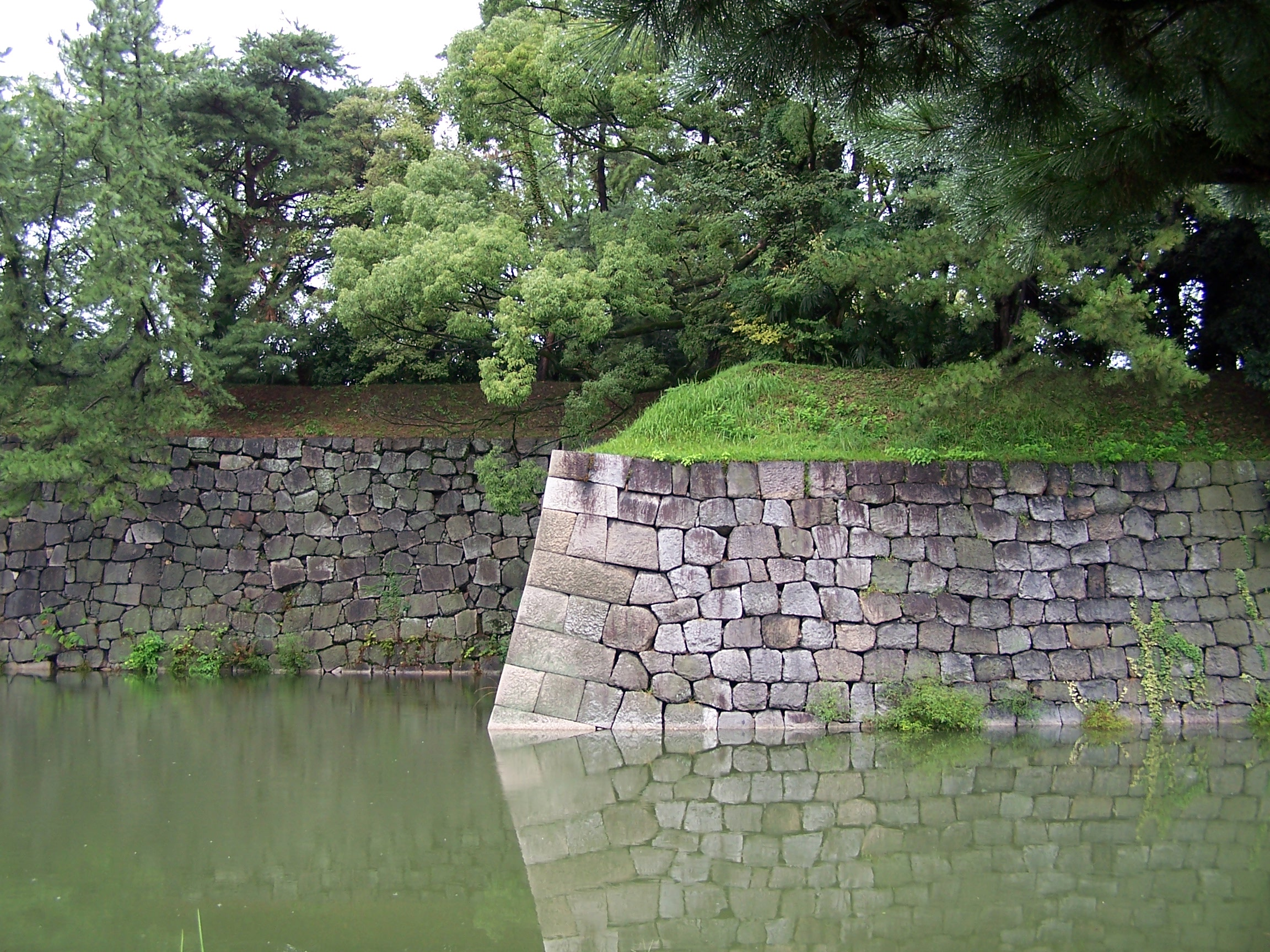
Vnitřní zdi a vodní příkop hradu Nidžó

Hrad Nidžó (japonsky 二条城, Nidžó-džó) stojí ve městě Kjóto, Japonsko. Hrad je tvořen dvěma soustřednými kruhy opevnění, paláci Ninomaru a Honmaru, různými obslužnými budovami a několika zahradami. Celková rozloha hradu je 275 000 m², z nichž 8000 m² je zastavěných budovami.
Od roku 1994 je hrad Nidžó, spolu s dalšími památkami v Kjótu a jeho okolí, zapsán na Seznam světového dědictví UNESCO pod názvem „Památky na starobylé Kjóto“.

## Historie
V roce 1601 Iejasu Tokugawa, zakladatel šógunátu Tokugawa, přikázal všem lenním pánům ze západního Japonska přispět na stavbu hradu Nidžó. Stavba byla dokončena během vlády  Iemicua Tokugawy v roce 1626. Hrad měl sloužit jako Kjótská rezidence Tokugawských šógunů.
V roce 1788 v Kjótu vypukl velký požár, který zničil Vnitřní palác. Místo, na kterém stál, zůstalo prázdné až do roku 1862.
V roce 1867 byl palác Ninomaru svědkem prohlášení Jošinobua Tokugawy vracejícím moc do rukou císařského dvora. Následující rok byla na hradě ustavena císařská vláda. V roce 1939 byl hrad věnován městu Kjóto a o rok později otevřen pro veřejnost.

## Opevnění
Hrad Nidžó má dva soustředné prstence opevnění, oba jsou tvořeny zdí a vodním příkopem. Kolem paláce Ninomaru je další (menší) zeď. Ve vnějším prstenci opevnění jsou tři brány a ve vnitřním dvě. V jihozápadním rohu vnitřního opevnění se nacházejí základy pětipodlažní hradní věže, která zcela shořela v roce 1750. V útrobách vnitřního opevnění se nachází palác Honmaru a jeho zahrada. Mezi oba prstence opevnění je umístěn palác Ninomaru, kuchyně, strážnice a několik zahrad.

## Palác Ninomaru

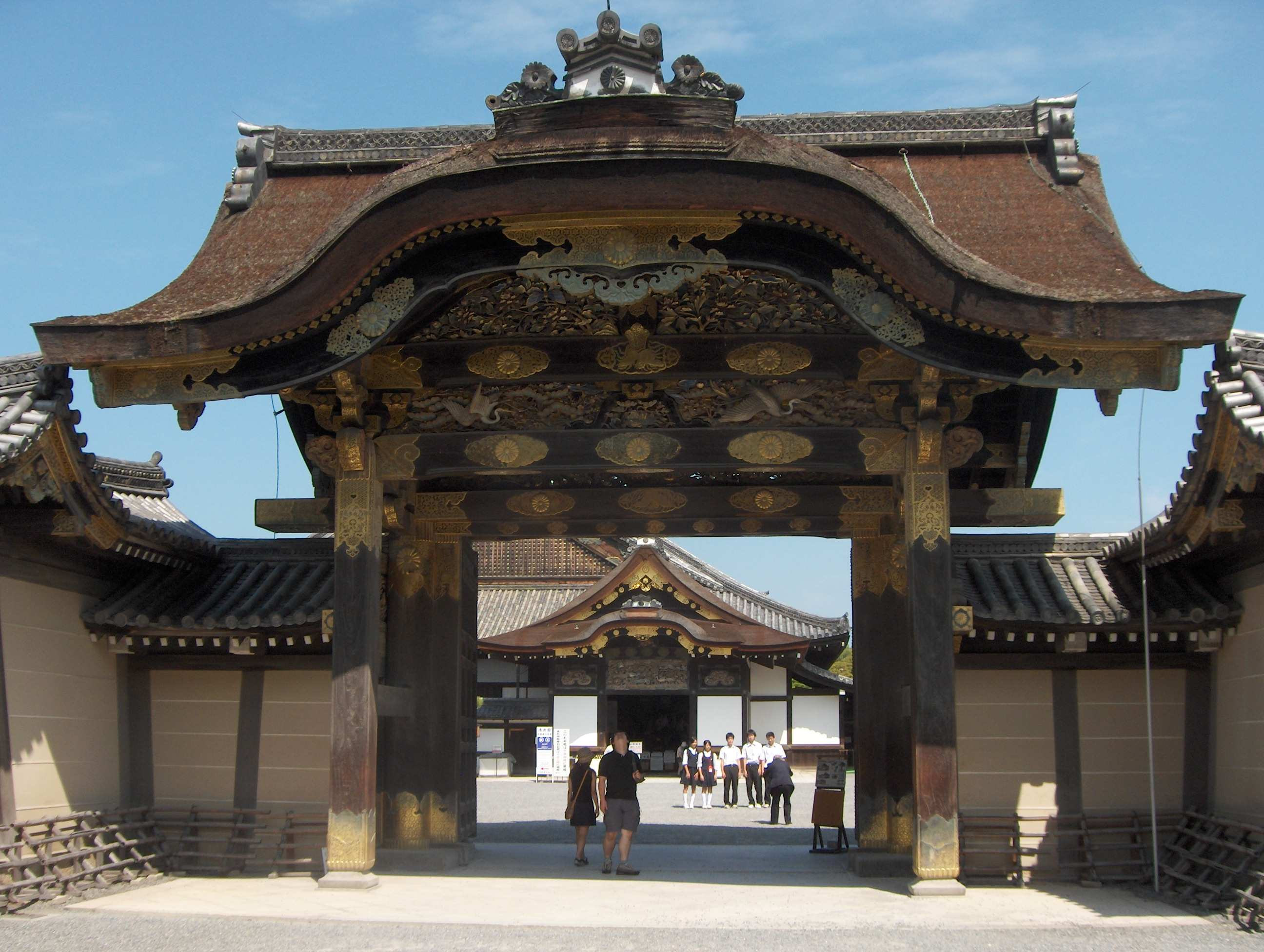
Hlavní vchod do paláce Ninomaru

Palác Ninomaru rozkládající se na 3300 m² je skoro celý postaven ze dřeva cypřiše Hinoki. Je vyzdoben ohromným množstvím zlaté fólie a skvěle propracovanými dřevořezbami. Výzdoba měla ohromit návštěvníky a přesvědčit je o nezměrné moci a bohatství šógunů. Posuvné dveře a stěny každé místnosti jsou zdobeny malbami umělců školy Kano.
Hrad je skvělým příkladem, jak se architektura uplatňovala v kontrole společnosti. Návštěvníci nižšího společenského postavení byli přijímáni ve vnějších, okázalejších částech Ninomaru, kdežto návštěvníci ve vyšším společenském postavení byli uváděni do vnitřních, propracovanějších částí paláce. Vchody do místností pro osobní strážce nebyly maskovány (jak tomu bylo v mnoha jiných hradech), ale naopak byly okázale zdůrazněny.
Stavba obsahuje několik různých přijímacích komnat, úřadoven a šógunovu obytnou část, do které měla přístup jen obsluha tvořená ženami. Jednou z největších pozoruhodností hradu Nidžó jsou tzv. slavičí podlahy v přístupových chodbách. Pro ochranu obyvatel hradu před náhlými přepady a najatými vrahy byly v chodbách položeny podlahy tak, aby skřípaly (zpívaly) jako ptáci, když na ně někdo vstoupil.

## Palác Honmaru
Palác Honmaru se rozkládá na ploše 1600 m². Komplex má čtyři části: obytnou část, místnosti pro přijímání hostů a zábavu, vstupní haly a kuchyňskou část. Jednotlivé části jsou spojeny chodbami a nádvořími. Palác je postaven v architektonickém stylu pozdního období Edo. Uvnitř jsou vystaveny malby několika slavných mistrů.
Palác Honmaru byl původně znám jako palác Kacura, ale po svém přemístění na současné místo byl i přejmenován. Původně jej tvořilo 55 budov, ale jen malá část z nich byla přemístěna.

## Zahrady

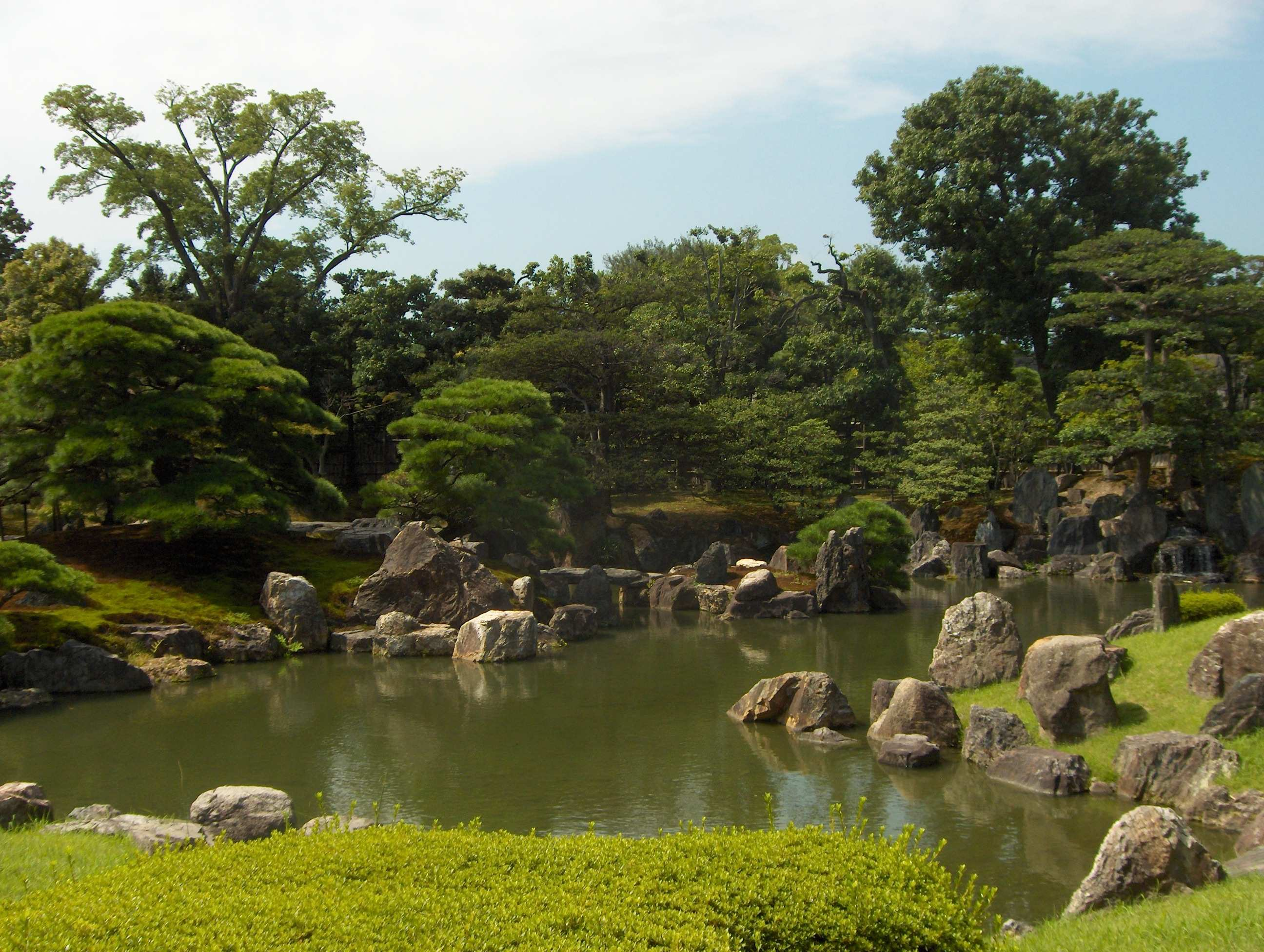
Jezírko v zahradě Ninomaru

V areálu hradu je několik zahrad a hájů sakur (třešní) a ume (asijských švestek).
Zahrada Ninomaru byla postavena v roce 1624 a její autorství se připisuje slavnému zahradnímu architektovi a čajovému mistrovi Kobori Enšúem. Během své existence ale byla několikrát přebudována. Původně v ní nebyly žádné stromy, protože „padající listí příliš připomínalo pomíjivost věcí“. Nachází se mezi oběma prstenci opevnění hned vedle paláce stejného jména. V zahradě je velké jezírko se třemi ostrůvky, mnoha pečlivě umístěnými kameny a tvarovanými borovicemi.
Zahrada Seirjú-en je nejnovější částí hradu Nidžó. Byla postavena v roce 1965 v severní části komplexu. Je místem, kde se přijímají oficiální hosté města Kjóto a kde se konají různé kulturní akce. Seirjú-en má dva čajové pavilony a více než 1000 pečlivě naaranžovaných kamenů.